# Manchester Chess Club
O Manchester Chess Club foi um importante clube de xadrez na cidade de Manchester, fundado em 3 de setembro de 1817. Disputou partidas epistolares com o Liverpool Chess Club e abrigou inúmeros eventos importantes no Séc. XIX, como o primeiro congresso da Associação de Xadrez Britânica.
Muitos enxadristas famosos visitaram o clube e alguns inclusive ficaram por um período como Bernhard Horwitz. 
Passaram pelo clube entre muitos outros: Samuel Lowenthal, Adolf Anderssen, Samuel Boden, Wilhelm Steinitz, Amos Burn, Siegbert Tarrasch, Henry Bird, Isidor Gunsberg, James Mason, Semyon Alapin e Joseph Henry Blackburne que foi sócio e um dos mais bem sucedidos enxadristas formado no clube.
Em 1876, devido a dificuldades financeiras, o clube se fundiu ao Union Chess Club e em 1890 sediu o evento de formação da The Lancashire Chess League Association que posteriormente mudou de nome para Manchester Association e foi membro fundador da Federação Britânica de Xadrez.